# Црни Пантер (стрип)
Црни Пантер (енгл. Black Panther) је фиктивни суперхерој који се појављује у америчким стриповима које објављује Марвел. Лик је креиран од стране писца-уредника Стен Лија и писца-уметника Џека Кирбија. Први пут се појављује у стрипу Фантастична четворка # 52 из Сребрног доба стрипа. Право име црног пантера је Т'Чала (енгл. T'Challa), краљ и заштитник фиктивне Афричке нације Ваканде. Поред појачаних способности стечених кроз древне Ваканда ритуале испијања биљке у облику срца, Т'Чала се ослања на своје знање у науци, ригорозан тренинг, вештину борбе прса у прса и приступ богатству и напредној технологији у борби против својих непријатеља.
Црни пантер је први суперхерој афричког порекла у мејнстрим америчким стриповима. Дебитовао је неколико година пре раних афро-америчких суперхероа као што су Марвелови Фалкон (1969), Лук Кејџ (1972) и Блејд (1973) или DC комиксови Џон Стјуарт као Зелени Лантерн (1971). Улога Црног Пантера и вођство Ваканде такође се даје Т'Чалиној сестри Шури за време када се опоравља од критичних повреда.
Црни Пантер се појављује у разним телевизијским емисијама, анимираним филмовима и видео игрицама. Лик је глумио Чедвик Боузмана у филму Капетан Америка: Грађански рат 2016. године, и у филмовима Црни Пантер, Осветници: Рат бескраја и Осветници: Крај игре, који су смештени у Марвеловом филмском универзуму, док му је позајмио глас у серији Шта ако...?.

## Биографија

### Младост
Црни пантер је свечана титула која се даје вођи Пантер племена афричког народа Ваканде. Поред владавине земљом, он је и шеф њених разних племена (који се заједно називају Ваканде). Пантер је симбол канцеларије (шеф државе) и користи се и током дипломатских мисија. Пантер је титула која се наслеђује, али се ипак мора заслужити.
У далекој прошлости, метеорит направљен од (фиктивног) минерала вибранијума који апсорбира вибрације срушио се у Ваканди. Бодећи се размишљањем да би аутсајдери експлоатисали Ваканду за овај драгоцени ресурс, владар, краљ Т'Чака, као и његов отац и други Пантери испред њега, сакрио је своју земљу од страног света. Прва Т'Чакова супруга Н'Јами умрла је током порођаја са Т'Чалом, а његова друга супруга Рамонда постала је затвореник Антон Преториуса током посете њеној домовини Јужној Африци, тако да је већину његовог детињства Т'Чалу подигао његов отац сам. Т'Чака је убијен од стране авантуристе Јулисиса Клава у покушају да узме вибранијум. Млади Т'Чала је искористио Клав-ово звучно оружје на Клаву и његовим људима, и тако разбио Клавову десну руку и присилио га да бежи.
Т'Чала је био следећи у реду за краља Ваканде и Црног Пантера, али док није био спреман да постане лидер нације, његов ујак С'јан (млађи брат Т'Чаке) успешно је прошао тестове да постане Црни Пантер. Током свог ваканданског обреда пролазности, Т'Чала је упознао и заљубио се у Ороро Монро, која одраста и постаје члан Икс-мена, Олуја. Прекинули су своју везу због своје жеље да освете очеву смрт и постану тип човека који је погодан да води Ваканду, али би се виђали током годинама када су могли.
Т'Чала је освојио титулу и атрибуте црног пантера победивши разне шампионе из Ваканда племена. Једно од његових првих дела био је да распусти и отера у изгнанство Хатут Зераза - тајну полицију Ваканде - и њиховог вођу, његовог усвојеног брата Хантера Бели вук. Он је продао мале количине вибранијума научним институцијама широм света, и тако стекао богатство које је искористио да би се наоружао напредном технологијом. Касније, да би задржао мир, одабрао је dora milaje ("обожаване") из супарничких племена да би служиле као његови лични чувари. Затим је студирао у иностранству одређено време пре неко што се вратио у своје краљевство.
У свом првом појављивању, сада већ одрасли Т'Чала позива амерички тим суперхероја Фантастична Четворка У Ваканду, затим их напада и покушава да их неутралише појединачно како би се тестирао да ли је спреман за борбу са Клавом, који је заменио његову разбијену десну руку са соничним оружјем. Фантастична Четворка успева да се окупи и стану на пут Т'Чали у контра-нападу тима, што је натерало импресионираног краља да стане и објасни своје поступке тиму. Након што владар искупио Четворки, спријатељили су се и помогли Т'Чали, а он им је заузврат помогао против суперзликовца Психомана. Т'Чала се касније придружује Осетницима, и тако почиње дугу сарадњу са тимом суперхероја.

### Повратак у Ваканду
Пошто је добио бројна хитна званична писма која су тражили од њега да се врати у своју проблематичну домовину, Пантер на крају оставља своје активне чланове Авенгерса да се врате у Ваканду која је на ивици грађанског рата, доводећи Лин са собом. Након што је победио потенцијалног узурпатора Ерика Килмангера и његових поданика, Пантер одлази на амерички југ да се бори са Кју Клакс Кланом. Касније добија мистичне предмете који померај време познати као Краљеве Соломонове жабе. Оне производе алтернативну верзију Т'Чале из будућности, веселог, телепатског Пантера са терминалним можданим анеуризмом, ког Т'Чала ставља у суспендовану анимаицју.
Касније, док је тражио и пронашао своју маћеху Рамонду, Пантер се супротставља јужноафричким властима током апартхејда.
Годинама касније, Пантер прихвата изасланика из Вашингтона, Еверета К. Роса, и суочава се са вишеструким претњама за суверенитет Ваканде. Рос му помаже у многим од ових претњи. Као захвалност, Пантер често ризикује много за Роса у замену за помоћ коју му је пружио. Прва претња са којом се он и Рос сусрећу је "Икскон", савез побуњеника обавештајних агената који подржавају државни удар који је водио Пречасни Ачиби. Након тога, Килмангер поново покреће заверу да уништи економију Ваканде. То тера Т'Чалу да национализује иностране компаније. Килмангер га потом поражава у ритуалној борби, и на тај начин наслеђује улогу Црног Пантера, али пада у кому након што је појео биљку у облику срца која је отровна свима ван краљевске крвне линије, која је имала наследни имунитет на њене токсичне ефекте. Т'Чала је спасао живот свог супарника уместо да му дозволи да умре.
Касније, Т'Чала открива да има анеуризму мозга као његова алтернативна будућа верзија, и подлегава нестабилности и халуцинацијама. Након што његово ментално стање скоро узрокује племенске ратове, Пантер даје своју моћ свом савету и крије се у Њујорку. Тамо је ментор полицајцу Касперу Колу, искуство које Т'Чали даје снагу да се суочи са својом болешћу, поврати своју позицију и врати се активном чланству у Осветницима, којима помаже да обезбеде посебан статус Уједињених нација.

## Моћи и способности
Назив "Црни Пантер" је чин, поглавица Ваканданског Пантер клана. Као поглавица, Пантер има право да једе посебну биљку у облику срца која, поред своје мистичне шамантичке везе са Ваканданским пантер Богом Бастом, даје му надљудска акутна чула, повећану снагу, брзину, агилност, издржљивост, исцељење и рефлексе.
Он је у међуверемну изгубио ту везу и нову са другим непознатим Пантер божанством, дајући му повећане физичке атрибуте, као и отпор магији. Његова чула су толико моћна да може да осети мирис плена и запамтити десетине хиљада појединачних. Након свог рата са Думом, Т'Чала губи своје побољшане способности само да поново успостави везу са Богом Пантера. Поред опоравка својих сада надљудских способности, он је проглашен "Краљем мртвих", дајући му моћ и знање свих прошлих црних пантера, као и способности да контролише немртве. После Батлворлда и обнављања Мултиверзума Т'Чала је показао нове моћи у вези са његовим статусом краља мртвих, јер не само да је могао реанимирати мртве већ и позвати напуштене духове у физички свет са опипљивом формом. Коришћење ових духовних енергија такође му омогућава да призове митско мистично копље које сија плавом енергијом у руку.
Т'Чала је радио са својим чаробњаком, Зававаријем, да Т'Чали додели имунитет за мистичне нападе и детекцију како би поразио доктора Дума. Када је Т'Чала алхемијска надоградња тестирана од стране најмоћнијих Вакандских аколита који су истовремено нападали Т'Чалу, сваки мистични напад се апсорбовао и само је ојачао Т'Чалу. Током ових припрема, Т'Чала је изумио снажну мистично-научну хибридну уметност под називом "физика сенке" и била је у стању да је користи за израду сенског оружја и пратити вибранијум на квантном нивоу.
Као краљ Ваканде, Пантер има приступ огромној колекцији магичних артефаката, напредног Ваканданског технолошког и војног оружја, као и подршку широког спектра њених научника, ратника и мистика. Ваканданска војска је описана као једна од најмоћнијих на свету. Његова одећа је свети вибранијумски костим Ваканданског Пантер Култа.
Он је искусни ловац, трагач, стратег, политичар, проналазач и научник. Има докторат из физике на универзитету у Оксфорду. Он је стручњак за физику и напредну технологију, а такође је проналазач. Т'Чала је поседује снагу и знање сваког прошлог Црног Пантера.
Т'Чала је строго обучен у акробатици и борби прса у прса. Квалификован је у различитим облицима ненаоружаних борби, са јединственим хибридним борбеним стилом који укључује акробације и аспекте животињске мимикрије .
Шеф Ваканданског Пантер Клана је један од најбогатијих људи на свету, иако је финансијска процена тешка због изолације Ваканде од свјетске економије и неизвесне вредности Вакандске огромне резерве вибранијума и изузетно напредних технологија. 
У књизи Црни Пантер 3, писац Кристофер Прист проширио је Пантеров стандардни арсенал како би укључио опрему као што су "енергетски бодеж", вибранијумско ткано одело и преносиви суперрачунар и "Кимојо картица". У књизи Црни Пантер 4, писац Реџиналд Худлин представио је специјализовану опрему као што је "троструки блажен оклоп" и "лаки оклоп" за одређене задатке.

## Непријатељи
- Ерик Килмангер - Ерик Килмангер, рођен као Н'Џака, први пут се појавио у Jungle Action Vol 2 #6 (септембар, 1973). Он је домородац Ваканде који је прогнан из краљевства након што је његовог оца Н'Џобу убио Клав. Н'Џака се преселио у Харлем у Њујорку, где је преузео име Ерик Килмангер и стекао докторат из области инжењерства на Масачусетском технолошком институту[27]. Килмангер примењује Ваканданску технологију, тактичко знање и борбено искуство у потрази за осветом над Т'Чалом за своје прогнанство, а над Клавом, за убиство његовог оца.
- Мен-Ејп - Први пут се појављује у Avengers Vol 1 #62 (март, 1969), познат и као М'Баку. М'Баку је вођа Џабари народа, једног од неколико племена у Ваканди. Уз помоћ својог Бела горила Култа планира срушити Т'Чалу са власти и забранити употребу свих напредних технологија у Ваканди, враћајући краљевство у традиционално и архаично доба. Вичан је у борби прса у прса и стиче надљудску снагу и издржљивост, након мистичног ритуала који укључује убијање и конзумирање меса беле гориле.[28]
- Клав - Јулисис Клав, познат и под називом Клав, први пут се појавио у Fantastic Four Vol 1 #53. Физичар са огромном жељом да добије Вибранијум, Клав је одговоран за убиства Т'Чалиног оца, Т'Чаке и Килмангеровог оца, Н'Џобе. Он је способан да трансформише своје тело у чврст конструкт живог звука захваљујући Вибранијумског уређаја. Има моћан уређај за емитовање звука уместо његове десне руке, коју је Т'Чала откинуо након што је сведочио смрти свог оца. Његове моћи, технологија и интелектуални ниво генија га чине невероватним противником Црног Пантера.[29]